# En Comú Podem
Ne doit pas être confondu avec Catalogne en commun ou Barcelone en commun.
En Comú Podem (en français : « En commun, nous pouvons ») est une coalition de gauche créée en Catalogne en 2015 et dissoute en 2024.
Elle rassemble la branche catalane de Podemos et Catalogne en commun.

## Histoire

### Fondation

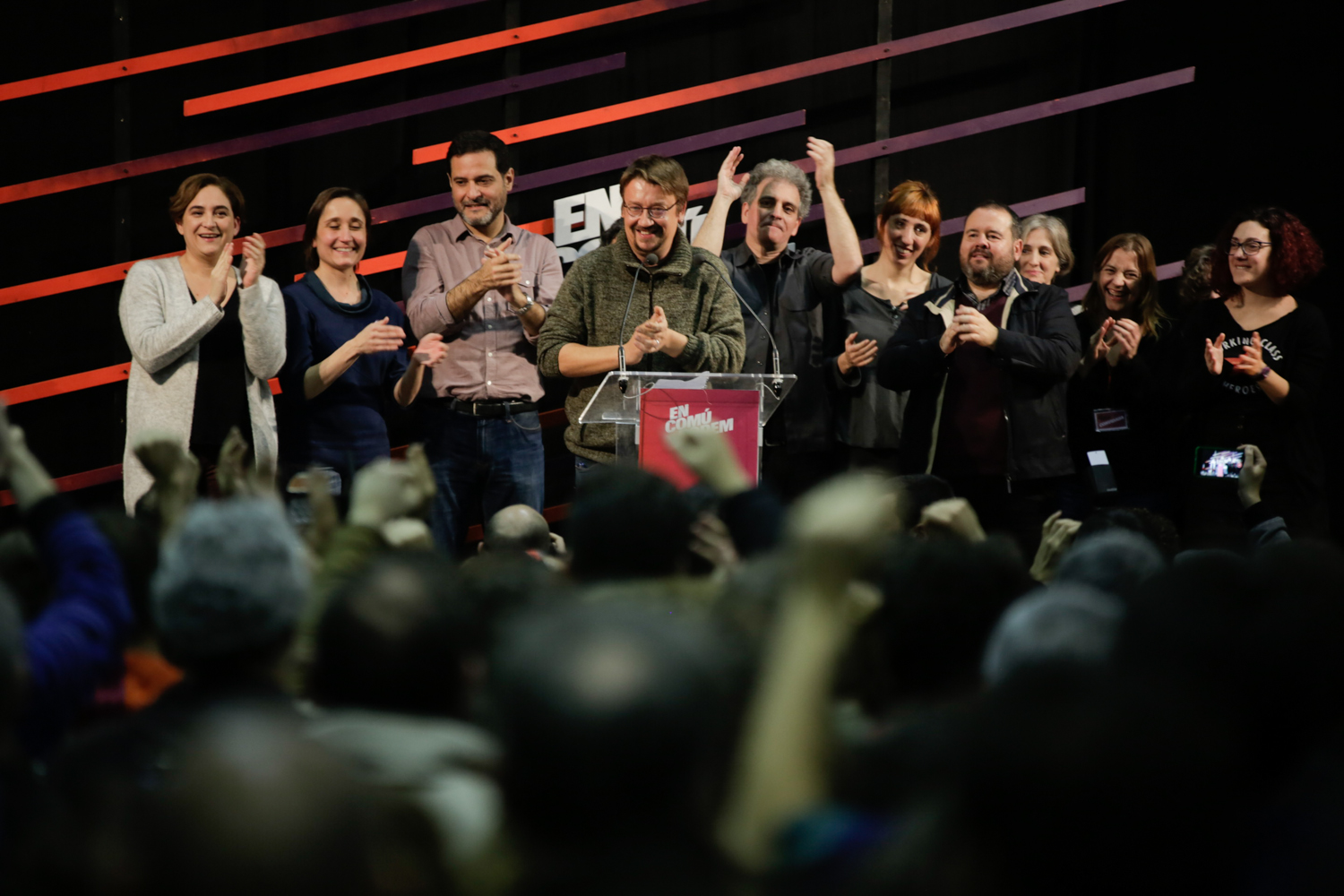
Célébration de la victoire le 20 décembre 2015 à l'Estació del Nord.

Le nom de la coalition est rendu public en octobre 2015.
La coalition est composée de Podemos, d'Initiative pour la Catalogne Verts (ICV), de la Gauche unie et alternative (EUiA), d'Equo et de la plateforme citoyenne Barcelone en commun.
Pour les élections générales espagnoles de 2015, la liste était conduite par l'historien Xavier Domènech. Dans la perspective des élections générales de 2016, la coalition s'élargit au Parti pirate de Catalogne et est rebaptisée En Comú Podem-Guanyem el Canvi (en français : « En commun nous pouvons - Gagnons le changement »).

### Évolution
À l'approche des élections parlementaires catalanes du 21 décembre 2017, les partis d'En Comú Podem forment une coalition sous une autre appellation, « Catalogne en commun-Podem » (CatComú-Podem), dont Xavier Domènech est le chef de file. Ce dernier abandonne l'activité politique moins d'un an plus tard, en septembre 2018.
Pour les élections générales du 28 avril 2019, un processus de primaire désigne l'adjoint à la maire de Barcelone, Jaume Asens, comme nouveau chef de file de la coalition. Il est confirmé quelques mois après, à l'occasion des élections générales du 10 novembre 2019. À l'issue de ce scrutin, la coalition Unidas Podemos intègre le gouvernement espagnol en alliance avec le Parti socialiste ouvrier espagnol (PSOE) ; l'universitaire Manuel Castells, choisi par Ada Colau, y fait figure de représenter En Comú Podem.
En Comú Podem se présente sous ce nom et sous la direction de Jéssica Albiach, coordonnatrice de Catalogne en Commun et présidente du groupe parlementaire CatComú-Podem, aux élections catalanes du 14 février 2021.
À quelques semaines des élections régionales anticipées du 12 mai 2024, la coalition disparaît avec la décision de Podem de ne pas présenter de candidats lors du scrutin.

## Résultats électoraux

### Élections générales
| Année   | Chef de file    | Congrès des députés | Congrès des députés | Congrès des députés | Congrès des députés | Sénat  | Gouvernement                                 |
| Année   | Chef de file    | Voix                | %                   | #                   | Sièges              | Sénat  | Gouvernement                                 |
| ------- | --------------- | ------------------- | ------------------- | ------------------- | ------------------- | ------ | -------------------------------------------- |
| 2015    | Xavier Domènech | 929 880             | 24,71               | 1er                 | 12 / 41             | 4 / 16 | Opposition                                   |
| 2016    | Xavier Domènech | 853 102             | 24,53               | 1er                 | 12 / 41             | 4 / 16 | Opposition (2016-2018) ; soutien (2018-2019) |
| 04/2019 | Jaume Asens     | 615 665             | 14,85               | 3e                  | 7 / 41              | 0 / 16 | Opposition                                   |
| 11/2019 | Jaume Asens     | 549 173             | 14,17               | 3e                  | 7 / 41              | 0 / 16 | Sánchez II                                   |
| 2023    | Aina Vidal      | Sumar-En Comú Podem | Sumar-En Comú Podem | Sumar-En Comú Podem | 7 / 41              | 0 / 16 | Sánchez III                                  |

### Élections au Parlement de Catalogne
| Année | Chef de file    | Voix    | %    | #  | Sièges  | Gouvernement |
| ----- | --------------- | ------- | ---- | -- | ------- | ------------ |
| 2017  | Xavier Domènech | 326 360 | 7,46 | 5e | 8 / 135 | Opposition   |
| 2021  | Jéssica Albiach | 194 626 | 6,87 | 5e | 8 / 135 | Opposition   |

## Identité visuelle

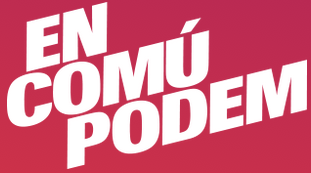
Logo d'octobre à décembre 2015.
Logo de 2015 à 2019.
Logo de Catalogne en commun-Podem (2017-2020)
Logo de 2019 à 2020.
Logo de 2020 à 2021.
Logo depuis 2021